# Fichtelberg (település)
Fichtelberg település Németországban, azon belül Bajorországban. Lakosainak száma 1784 fő (2023. december 31.). Fichtelberg Mehlmeisel községgel határos.

## Népessége
| Lakosok száma | 2478 | 2481 | 2192 | 1939 | 1908 | 1872 | 1789 | 1762 | 1773 | 1784 |
|               | 1950 | 1975 | 1987 | 2012 | 2013 | 2015 | 2016 | 2019 | 2021 | 2023 |